# 841 Arabella
841 Arabella
841 Arabella là một tiểu hành tinh ở vành đai chính, thuộc nhóm tiểu hành tinh Flora. Nó được xếp loại tiểu hành tinh kiểu S, có bề mặt sáng. Arabelle có thời gian quay vòng là 3,9 giờ Lưu trữ ngày 14 tháng 6 năm 2006 tại Wayback Machine.
Tiểu hành tinh này do Max Wolf phát hiện ngày 01.10.1916 ở Heidelberg, và được đặt theo tên vở opera Arabella của Richard Strauss.